# Linea Meishō
La linea Meishō (名松線?, Meishō-sen), è una ferrovia regionale a scartamento ridotto di 43,5 km che collega le città di Matsusaka e Tsu, entrambe nella prefettura di Mie in Giappone. La linea è gestita dalla JR Central ed è a trazione termica.

## Servizi
La linea ferroviaria vede il transito di circa un treno ogni due ore per direzione, con alcuni treni prolungati a Iseshi o Toba. La parte meridionale della linea è stata colpita da violenti nubifragi nell'ottobre 2009, e da allora è stata di fatto abbandonata, con un servizio bus sostitutivo fra Ieki e Ise-Okitsu.

## Percorso
- Tutte le stazioni si trovano nella prefettura di Mie.
- I nomi delle stazioni in corsivo al momento non hanno servizio viaggiatori in quanto questo è sostituito da autobus.

| Stazione             | Giapponese | Distanza | Distanza | Collegamenti                                 | Posizione |
| Stazione             | Giapponese | Totale   | Interst. | Collegamenti                                 | Posizione |
| -------------------- | ---------- | -------- | -------- | -------------------------------------------- | --------- |
| Matsusaka            | 松阪       | -        | 0.0      | Linea principale Kisei Linea Kintetsu Yamada | Matsusaka |
| Kaminoshō            | 上ノ庄     | 4.2      | 4.2      |                                              | Matsusaka |
| Gongemmae            | 権現前     | 2.8      | 7.0      |                                              | Matsusaka |
| Stazione di Ise-Hata | 伊勢八太   | 4.7      | 11.7     |                                              | Tsu       |
| Ichishi              | 一志       | 1.3      | 13.0     | Linea Kintetsu Ōsaka (presso Kawai-Takaoka)  | Tsu       |
| Isegi                | 井関       | 2.6      | 15.6     |                                              | Tsu       |
| Ise-Ōi               | 伊勢大井   | 2.9      | 18.5     |                                              | Tsu       |
| Ise-Kawaguchi        | 伊勢川口   | 2.8      | 21.3     |                                              | Tsu       |
| Sekinomiya           | 関ノ宮     | 2.0      | 23.3     |                                              | Tsu       |
| Ieki                 | 家城       | 2.5      | 25.8     |                                              | Tsu       |
| Ise-Takehara         | 伊勢竹原   | 3.7      | 29.5     |                                              | Tsu       |
| Ise-Kamakura         | 伊勢鎌倉   | 4.3      | 33.8     |                                              | Tsu       |
| Ise-Yachi            | 伊勢八知   | 2.8      | 36.6     |                                              | Tsu       |
| Hitsu                | 比津       | 3.1      | 39.7     |                                              | Tsu       |
| Ise-Okitsu           | 伊勢奥津   | 3.8      | 43.5     |                                              | Tsu       |